# غار پیرهشتاد
غار پیرهشتاد در روستای چقیورت از توابع شهرستان فریدون‌شهر در استان اصفهان قرار گرفته‌است.

## ساختمان
این غار در درون سنگ‌های کنگلومرایی زایش یافته و پس از چاهی سه متری در ورودی و دالانی ۲۰ متری، در ادامه به دو تالار و چند دهلیز می‌رسد که طول مجموعه آنها در حدود ۲۰۰ متر است و اکثر بخش‌های آن دوشیده از غارسنگ‌های گل‌کلمی است.